# Vila Flores
Vila Flores est une municipalité brésilienne située dans l'État du Rio Grande do Sul.